# Bill Lawrence (Regisseur)

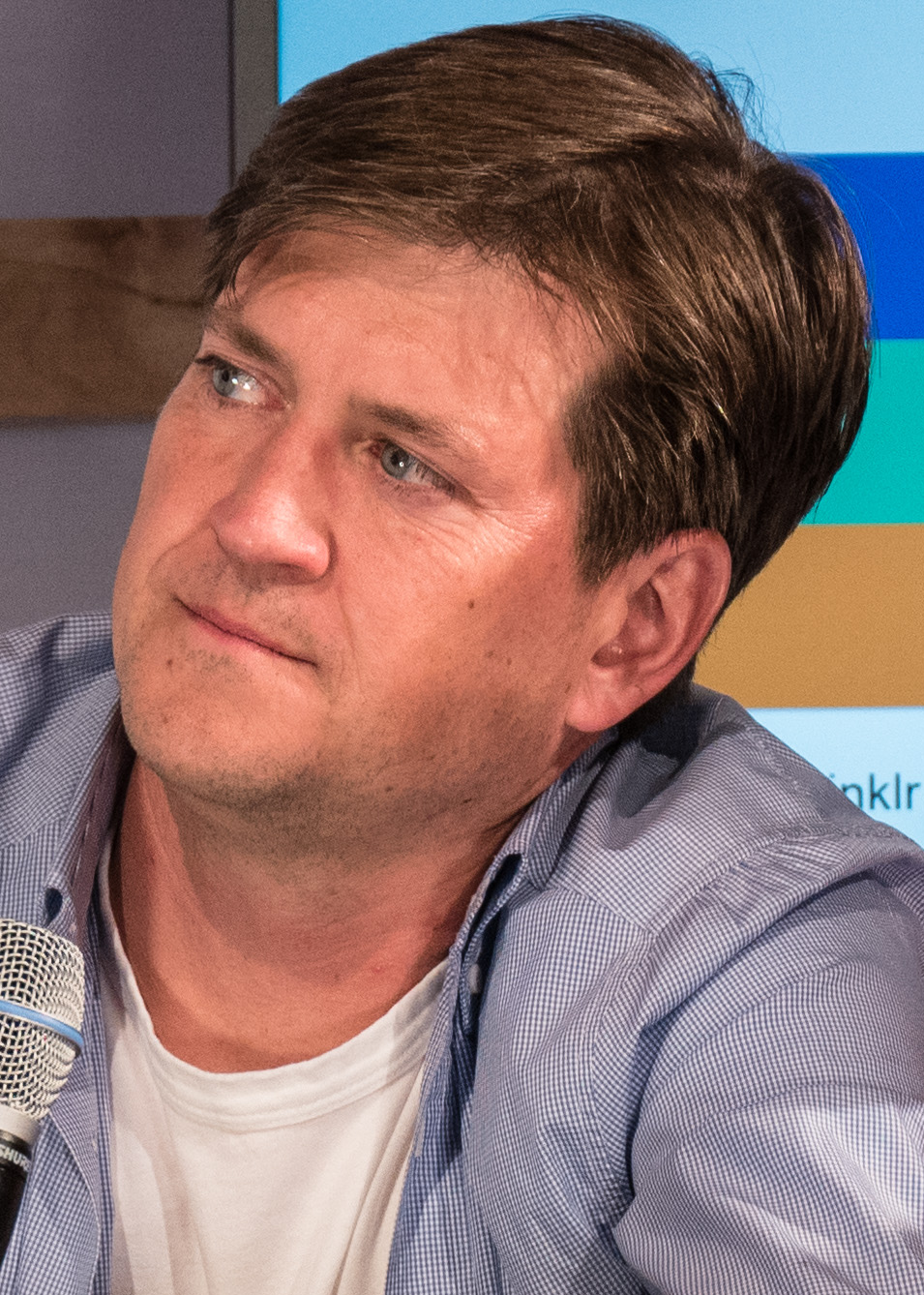
Bill Lawrence (2015)

Bill Lawrence (* 26. Dezember 1968 in Ridgefield, Connecticut als William Van Duzer Lawrence IV) ist ein US-amerikanischer Produzent, Drehbuchautor und Regisseur von Fernsehserien.

## Leben
Bill Lawrence wurde 1968 in Ridgefield, Connecticut geboren, wo er auch den größten Teil seiner Kindheit verbrachte. 1990 absolvierte Lawrence sein Studium kreatives Schreiben am „College of William and Mary“ in Williamsburg (Virginia) mit dem Ziel einer Karriere als Schriftsteller. Lawrence zog nach Kalifornien und begann Drehbücher zu verfassen, um seinen Lebensunterhalt zu bestreiten.
Lawrence entwickelte 1996 mit Michael J. Fox und Gary David Goldberg die Erfolgsserie Chaos City und schrieb später Drehbücher für Die Nanny, Friends und Das Leben und Ich. 2001 realisierte er seine Idee von einer Krankenhaus-Sitcom namens Scrubs – Die Anfänger.
Am 27. November 1999 heiratete er Christa Miller, die in der Serie Scrubs Jordan, die Ex-Frau von Dr. Cox, spielte. Zwischen 2009 und 2015 produzierte er die Serie Cougar Town, in der sie ebenfalls mitspielte. Zusammen haben sie drei Kinder.

## Filmographie

### Als Serienmacher, Regisseur und Drehbuchautor
| Jahr      | Titel                      | Originaltitel          | Tätigkeit |
| --------- | -------------------------- | ---------------------- | --- |
| 1993      | Das Leben und ich (TV)     | Boy Meets World (TV)   | Drehbuchautor (1 Episode)                                                                                            |
| 1994      | Die Nanny (TV)             | The Nanny (TV)         | Drehbuchautor (1 Episode)                                                                                            |
| 1995      | Friends (TV)               | Friends (TV)           | Drehbuchautor (1 Episode)                                                                                            |
| 1996      | Champs (TV)                | Champs (TV)            | Drehbuchautor (1 Episode)                                                                                            |
| 1996–2002 | Chaos City (TV)            | Spin City (TV)         | Serienmacher, Drehbuchautor (6 Episoden)                                                                             |
| 2001–2010 | Scrubs – Die Anfänger (TV) | Scrubs (TV)            | Serienmacher, Drehbuchautor (14 Episoden), Regisseur (17 Episoden)                                                   |
| 2002–2003 | Clone High (TV)            | Clone High (TV)        | Serienmacher, Produzent, Drehbuchautor (1 Episode)                                                                   |
| 2005      | Confessions of a Dog       | Confessions of a Dog   | Drehbuchautor |
| 2006      | Alpha Mom                  | Alpha Mom              | Regisseur |
| 2006      | Nobody’s Watching          | Nobody’s Watching      | Drehbuchautor |
| 2009–2015 | Cougar Town                | Cougar Town (TV)       | Serienmacher, Regisseur (7 Episoden), Produzent, Drehbuchautor (10 Episoden)                                         |
| 2014–2016 | Undateable                 | Undateable (TV)        | Drehbuchautor, Produzent                                                                                             |
| 2016      | Rush Hour                  | Rush Hour (TV)         | Serienmacher, Produzent, Drehbuchautor (1 Episode)                                                                   |
| 2017      | -                          | Spaced Out (TV)        | Serienmacher, Produzent, Drehbuchautor (Es handelt sich um einen von CBS bestellten Piloten, der nie in Serie ging.) |
| 2018      | Life Sentence              | Life Sentence (TV)     | Produzent |
| 2019      | Whiskey Cavalier           | Whiskey Cavalier (TV)  | Produzent |
| 2020–     | Ted Lasso                  | Ted Lasso (TV)         | Serienmacher, Produzent, Drehbuchautor (1 Episode)                                                                   |
| 2021      | Head of the Class          | Head of the Class (TV) | Produzent |
| 2023–     | Shrinking                  | Shrinking (TV)         | Serienmacher, Produzent, Drehbuchautor (2 Episoden)                                                                  |
| 2024–     | Carl Hiaasen's Bad Monkey  | Bad Monkey (TV)        | Serienmacher, Produzent, Drehbuchautor (2 Episoden)                                                                  |

### Gastauftritte inScrubs
Als Isabella in der Episode „Mein Baby und sein Baby“ geboren wird, sitzt er im Warteraum, als Elliot allen sagt, dass das Baby auf der Welt sei. In „Meine Nebendarsteller“ steht er beim Coffee Bucks an, als Jordan zu Dr. Mickhead sagt, sie hoffe, er bekommt Krebs vom Süßstoff. In der Episode „Meine Bahamas 2“ vollzieht er als Van die Ehezeremonie. Als J.D. am Ende der Episode „Mein Finale“ das Krankenhaus verlässt, spielte er einen Hausmeister, der das Banner vom Eingang entfernt. Er wünscht J.D. eine Gute Nacht, als er ihn sieht. In „Meine Zukunft“ sieht man ihn in einer Traumsequenz im Hintergrund mit einem Teddy. Bei der Welle ist er der erste Pfleger mit einem roten Hemd. Er hat dazu in den Anfängen von Scrubs noch mehrere Auftritte im Hintergrund, die man erst bei genauerem Hinsehen erkennt.